# Борац (футбольный клуб, Чачак)
«Борац» — сербский футбольный клуб из города Чачак, в Моравичском округе Западной Сербии. Клуб основан в 1926 году, гостей принимает на городском стадионе «Чачка», вмещающем 10 000 зрителей.
Цвета клуба — белый и красный. Из-за горизонтальных полос на форме команду прозвали «зебрами». Болельщиков «Бораца» называют «войском».

## Выступления в еврокубках
| Сезон   | Турнир     | Раунд | Соперник          | 1 матч | 2 матч | Итог  |
| ------- | ---------- | ----- | ----------------- | ------ | ------ | ----- |
| 2008/09 | Кубок УЕФА | 1 кв  | Дачия             | 1 : 1  | 3 : 1  | 4 : 2 |
|         |            | 2 кв  | Локомотив (София) | 1 : 0  | 1 : 1  | 2 : 1 |
|         |            | 1 Р   | Аякс              | 1 : 4  | 0 : 2  | 1 : 6 |

- Домашние игры выделены жирным шрифтом

## Достижения
- Кубок Сербии
  - Финалист: 2011/12
- Вторая лига Югославии
  - Победитель: 1993/94, 1998/99, 2002/03
- Первая лига
  - Вице-чемпион: 2013/14